# Brillemarsvin
Brillemarsvinet (Phocoena dioptrica) er en art i marsvinefamilien under tandhvalerne. Den bliver 1,3-2,2 m lang og vejer 60-84 kg. 
Har fået navn efter meget karakteristiske sorte og hvide ringformede tegninger omkring øjnene.
Arten findes på den sydlige halvkugle i farvandet omkring Antarktis. Den lever i det åbne ocean og ses derfor sjældent. Kendes bedst fra strandinger af døde dyr især omkring sydspidsen af Sydamerika.